# Stephen Brown (basket-ball)
Pour les articles homonymes, voir Stephen Brown et Brown.
Stephen Brown, né le 27 mars 1996 à Manassas, en Virginie, est un joueur américain de basket-ball évoluant au poste de meneur.

## Biographie

### Carrière universitaire
Entre 2014 et 2018, il joue pour le Bison de Bucknell (en) à l'université Bucknell.

### Carrière professionnelle

#### Yalova Group BelediyeSpor (août 2018 - fév. 2019)
Le 21 juin 2018, automatiquement éligible à la draft 2018 de la NBA, il n'est pas sélectionné.
Le 21 août 2018, il signe son premier contrat professionnel avec l'équipe turque du Yalovaspor BK (en).

#### Valga Maks (fév. - sept. 2019)
Le 2 février 2019, il signe avec l'équipe estonienne du Valga Maks (en).

#### Gießen 46ers (2019-2020)
Le 25 septembre 2019, il signe avec l'équipe allemande des Gießen 46ers.

#### London Lions (sept. - oct. 2020)
Le 17 septembre 2020, il signe avec l'équipe anglaise des London Lions.

#### Denain Voltaire (oct. 2020 - 2021)
Le 24 octobre 2020, il signe avec l'équipe française de Denain Voltaire qui évolue en deuxième division.

#### BG Göttingen (2021-2022)
Le 22 juin 2021, il signe avec l'équipe allemande du BG Göttingen.

#### Provence Basket (2022-2023)
Le 27 juin 2022, il signe avec l'équipe française de Provence Basket.

#### Spójnia Stargard (depuis 2023)
Le 1er août 2023, il signe avec l'équipe polonaise du Spójnia Stargard.

## Palmarès

### Universitaire
- Patriot League First Team en 2018
- Patriot League Second Team en 2017
- Patriot League Third Team en 2016
- Patriot League Tournament MVP en 2018
- Patriot League All-Tournament Team en 2018
- Patriot League All-Defensive Team en 2016, 2017, 2018

## Statistiques

### Universitaires
Les statistiques de Stephen Brown en matchs universitaires sont les suivantes :
| Saison    | Équipe        | Matchs | Titul. | Min./m | % Tir | % 3pts | % LF | Rbds/m. | Pass/m. | Int/m. | Ctr/m. | Pts/m. |
| --------- | ------------- | ------ | ------ | ------ | ----- | ------ | ---- | ------- | ------- | ------ | ------ | ------ |
| 2014-2015 | Bucknell (en) | 30     | 18     | 14,7   | 44,0  | 44,4   | 47,5 | 1,97    | 1,40    | 0,30   | 0,03   | 3,57   |
| 2015-2016 | Bucknell      | 31     | 31     | 28,7   | 49,2  | 32,6   | 83,3 | 3,26    | 5,32    | 1,29   | 0,06   | 9,19   |
| 2016-2017 | Bucknell      | 35     | 35     | 30,3   | 45,8  | 40,2   | 67,7 | 3,17    | 4,77    | 1,63   | 0,09   | 11,14  |
| 2017-2018 | Bucknell      | 35     | 35     | 30,2   | 48,2  | 37,4   | 83,5 | 3,29    | 4,29    | 1,17   | 0,26   | 15,06  |
| Carrière  | Carrière      | 131    | 119    | 26,3   | 47,3  | 38,2   | 75,0 | 2,95    | 4,00    | 1,12   | 0,11   | 9,99   |